# Universidad Las Condes
La Universidad Las Condes fue una universidad privada chilena existente entre 1987 y 2000, con sede en Santiago.
Fue fundada en 1987 por el general de Carabineros (en retiro) César Mendoza y otros inversionistas. Mendoza era presidente del Consejo Superior de la universidad a la fecha de su muerte, en 1996. En 1999 la universidad pasaba por una crisis económica, por lo que vendió su cartera de alumnos y fue absorbida por la Universidad del Desarrollo de Concepción, la cual creó su sede en Santiago tras dicha absorción.
La universidad solicitó su cierre el 29 de julio de 1999, el cual fue aceptado el 17 de febrero de 2000 y se le entregó plazo hasta el 31 de diciembre de dicho año para finalizar sus actividades, tras lo cual se le quitó la personalidad jurídica.

## Estudiantes y egresados
- Alejandro Peña Ceballos, derecho.
- Carmen Gloria Arroyo, derecho.
- Mauricio Correa, periodismo.
- Alexis López Tapia, periodismo.
- Eugenio Cornejo, periodismo.
- Álvaro Sanhueza, periodismo.
- Ana María Espinoza, periodismo.
- Felipe Camiroaga, periodismo.
- Pamela Morales Atala
- Marcelo Hadwa Issa, derecho
- Eduardo Riveros, periodismo.
- Carolina Prieto Nuñez, Ingenieria Comercial